# Тет дьо л'Естро
Тет дьо л'Eстро̀ (на френски Tête de l'Estrop) се нарича най-високият връх на Провансалските Алпи (2961 м). Разположен е в департамент Алп дьо От Прованс, югоизточна Франция. Върхът увенчава масива Троа Евешѐ, който се издига между река Дюранс и нейния приток Блеон. За разлика от останалата част на Провансалските Алпи, този район притежава алпийски вид и целогодишно се задържа сняг. Дори е съществувал малък ледник, който вече е стопен. От юг и запад върхът е внишителен, докато от по-високите планини на изток и север не прави особено впечатление. Той е трудно достъпен за превозни средства и не е много посещаван. Състои се от две връхни точки – втората е с височина 2927 м.